# Heteragrion aequatoriale
Heteragrion aequatoriale är en trollsländeart som beskrevs av Selys 1886. Heteragrion aequatoriale ingår i släktet Heteragrion och familjen Megapodagrionidae. Inga underarter finns listade i Catalogue of Life.